# Maubert-Mutualité
Maubert-Mutualité è una stazione della linea 10 della metropolitana di Parigi.

## La stazione
Deve il suo nome alla place Maubert e alla Maison de la Mutualité, vicine alla stazione.
La volta e le pareti della hall della stazione sono rivestite di ceramica bianca. Al centro, due tubi paralleli di luce arancione seguono l'arcata della volta, al di sopra dei binari.

## Corrispondenze
- Bus RATP: linee 24, 47, 63, 86, 87
- OpenTour